# Rachid Ali al-Gillani
 (juillet 2019).
Si vous disposez d'ouvrages ou d'articles de référence ou si vous connaissez des sites web de qualité traitant du thème abordé ici, merci de compléter l'article en donnant les références utiles à sa vérifiabilité et en les liant à la section « Notes et références ».
Sayyed Rachid Ali al-Gillani (né en 1892 à Bagdad et mort en 1965 à Beyrouth au Liban) est un homme d'État irakien qui exerce la charge de Premier ministre du royaume d'Irak à trois reprises entre 1933 et 1941.
Gillani est surtout connu pour ses efforts d'introduire le royaume d'Irak dans la sphère d'influence de l'Allemagne nazie pendant la Seconde Guerre mondiale.

## Biographie

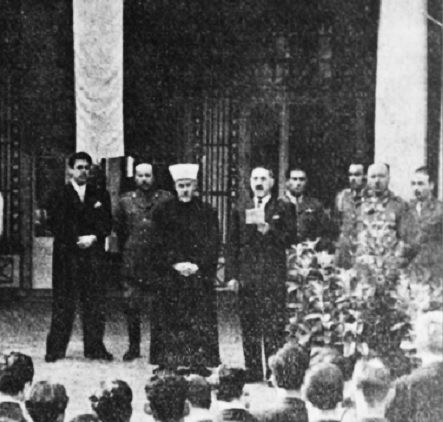
Rashid Ali al-Gaylani et Haj Amin al-Husseini lors d'un discours à Berlin.

Membre de la famille du Premier ministre d'Irak, Abd Al-Rahman al-Gillani, Gillani a commencé sa carrière politique en 1924, dans le premier gouvernement mené par Yassin al-Hachimi, qui l'a nommé ministre de la Justice.
Les deux hommes étaient d'ardents nationalistes, opposés à la présence politique britannique dans le pays. Ils ont rejeté le traité anglo-irakien visant à faire de l'Irak un protectorat britannique. Après que le traité a été signé par le Premier ministre Nouri Saïd, Gillani et Hachimi décident de créer leur propre parti politique, la Confrérie nationale. Ce parti devait favoriser les objectifs des nationalistes. Dans les années 1930, Gillani a été fortement influencé par le grand mufti de Jérusalem, Amin al-Husseini qui avait été exilé de la Palestine mandataire par les autorités britanniques en raison de ses activités nationalistes et de son alliance avec l'Allemagne nazie qui visait entre autres à empêcher l'immigration des Juifs en Palestine.[réf. nécessaire]
C'est en 1933 que Gillani est nommé pour la première fois à la fonction de Premier ministre.
Il est de nouveau nommé Premier-ministre en 1940, après la mort prématurée du roi Ghazi. Il refuse alors d'obéir aux ordres du régent pro-britannique 'Abd al-Ilah, et exclut de couper les liens diplomatiques de l'Irak avec l'Italie. Par ailleurs, il décide d'envoyer son ministre de la Justice en Turquie pour rencontrer l'ambassadeur allemand Franz von Papen et obtenir le soutien de l'Allemagne. Dans une autre rencontre avec des représentants du gouvernement allemand, Gillani a assuré à l'Allemagne que les ressources naturelles de l'Irak, en particulier pétrolifères, seraient mises à la disposition de l'Axe en échange du soutien des Allemands à l'indépendance des États arabes et à leur unité politique.
Le Royaume-Uni répond par de graves sanctions économiques à l'encontre de l'Irak. Après les premières victoires des britanniques en Afrique du Nord contre les Italiens et en raison des pressions qu'ils exercent, Gillani est contraint à la démission le 31 janvier 1941. Mais cette mise à l'écart n'a fait qu'accentuer sa méfiance vis-à-vis du Royaume-Uni et des éléments pro-britanniques du gouvernement. Avec certains de ses amis pro-Axe, il décide de se lancer dans un coup d'État. À la tête du « Carré d'or », il projette d'assassiner le régent Abdul Illah, mais celui-ci quitte à temps le pays le 31 mars et, le 3 avril, Gillani accède au pouvoir.
Peu de temps après sa prise de pouvoir, l'une de ses premières décisions en tant que chef d'État est de refuser le débarquement à Bassorah de la seconde brigade de la 10e division indienne. Alors que la tension est à son comble avec les autorités britanniques, il décide d'envoyer un régiment d'artillerie affronter des contingents de l'armée britannique qui campaient dans une base de la RAF à Habbaniya. L'affrontement tourne rapidement au désavantage des Irakiens qui sont obligés de lever le siège.
Le secrétaire général du Parti communiste irakien Youssouf Salman lui écrit afin de tenter de le dissuader de pactiser avec l'Allemagne nazie : « compter sur l’aide d’un État impérialiste, quel qu’il soit, ne signifie rien d’autre que la chute du mouvement national dans les bras d’un autre impérialisme ».
Considérant que leurs intérêts au Moyen-Orient sont gravement menacés par un régime qui affiche si ouvertement ses sympathies à l'égard de l'Allemagne, le Royaume-Uni décide de se lancer dans une intervention militaire en faisant débarquer le 18 avril 1941 des troupes à Bassorah, le grand port pétrolier de l'Irak. Alors que les troupes britanniques arrivent dans les faubourgs de Bagdad, les autorités irakiennes demandent un armistice qui sera signé par les belligérants le 31 mai 1941. Les Britanniques occupent Bagdad le 1er juin 1941 alors que se déroulent les événements sanglants du Farhoud contre la population juive qu'ils ont mis du temps à protéger, ils réinstallent le régent et mettent en place un gouvernement pro-britannique. La guerre anglo-irakienne prend fin.
Craignant pour sa vie, Gillani a déjà quitté l'Irak pour se réfugier à Berlin. Il est reçu par Adolf Hitler, qui le reconnait comme le chef du gouvernement irakien en exil. Après la défaite de l'Allemagne, il trouve refuge en Arabie saoudite, puis en Égypte.
Gillani fait son retour en Irak après la révolution qui a renversé la monarchie irakienne en 1958. Il a de nouveau essayé d'accéder au pouvoir en menant une révolte contre le gouvernement prosoviétique d'Abdul Karim Qasim. La révolte est un échec et il est condamné à mort. Il quitte de nouveau le pays et, après une amnistie, il retourne en Irak. Il meurt en 1965 à Beyrouth.